# ابن مقله
ابو علی محمد بن علی بن مقله یک مقام رسمی در خلافت عباسی بود که در اوایل قرن دهم میلادی به سمت‌های بالای دولتی رسید. دوران حرفه‌ای او به اوج خود رسید و سه بار به مقام وزیر در بغداد منصوب شد: در سال‌های ۹۲۸–۹۳۰، ۹۳۲–۹۳۳ و ۹۳۴–۹۳۶. او نتوانست به طور موفقیت‌آمیزی با قدرت فزاینده امیران منطقه‌ای مقابله کند و در نهایت مقام خود را به اولین امیرالامرا، ابن رائق، واگذار کرد و در زندان درگذشت. ابن مقله همچنین یک خوشنویس برجسته بود و خط‌های «الخط المنسوب» و «خط الثلث» را ابداع کرد.

## زندگی
ابن مقله در عصر روز پنجشنبه ۲۱ شوال ۲۷۲ در بیضا فارس متولد شد. این هنرمند توسط هجدهمین خلیفه عباسی المقتدر بالله به وزارت برگزیده شد. در سال ۳۱۸ ه‍.ق به‌دنبال سخن‌چینی و تهمت حسودان از مقام خود عزل شد. او از بغداد به زادگاهش فارس برگشت و تا سال ۳۲۰ ه‍.ق در آنجا ماند. پس از شورش مردم بغداد علیه المقتدر و پس از سقوط او، القاهر بالله به خلافت رسید. در زمان القاهر، ابن‌مقله دوباره به وزارت رسید. چندی بعد بار دگر با تهمت‌های اطرافیان خلیفه او را از وزارت عزل کرد.
پس از چندی باز مردم بغداد شورش کردند و القاهر را نیز از تخت به زیر آورده و در چشمانش میل کشیدند. پس از او پسرش با لقب الراضی بالله به خلافت رسید و ابن مقله بار دگر به‌وسیله او به صدارت رسید ولی برای بار سوم از صدارت خلع و در نهایت پس از شکنجه و آزار در پی بدخواهی عده‌ای حسود، دست راست این هنرمند را از بدنش جدا کردند. ولی چون الراضی پشیمان شده بود، دستور داد به مداوای او بپردازند، اما مداوا سودی نبخشید. پس نوشتن با دست چپ را تمرین کرد و حتی قلم را به آرنج دست راست می‌بست و می‌نوشت. گفته شده که او در این کار هم موفق گردید.
ابن‌مقله در سال ۳۲۸ه‍.ق درگذشت.

## آوازه
ابن مقله در زمان خویش شهرت به سزایی یافت و نامش را در هر جا به تقدیس و تمجید می‌بردند چنان‌که شاء گفته: «فصاحه سحبان و خط بن مقله و حکمه لقمان و زهد بن ادهم اذا اجتمعت فی المرء و المرء مفلس فلیس له قدر بمقدار درهم». یعنی اگر فصاحت سحبان و خط ابن مقله و حکمت لقمان و زهد ابن ادهم در مردی جمع شود ولی از مال دنیا بهره‌ای نداشته باشد در انظار مردم دنیا به اندازه درهمی ارزش ندارد.
شهرت ابن مقله در تمام طول تاریخ و تاکنون پابرجاست و نام او با خطوط ششگانه و هنر خوشنویسی اسلامی پیوند خورده‌است.

## خوشنویسی

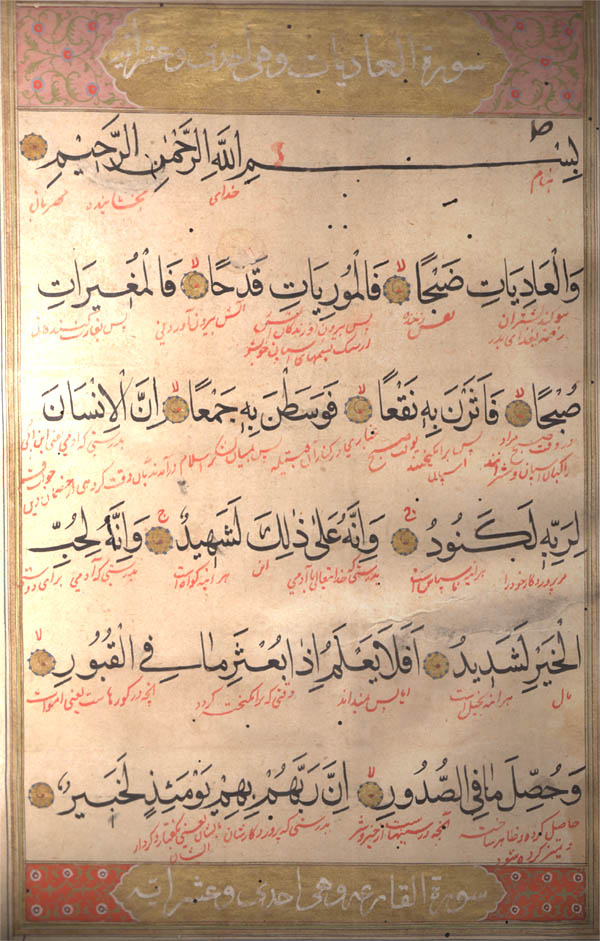
برگی از قرآن به خط نسخ با ترجمه فارسی به خط نسخ، اوایل سده ۱۸ میلادی

بیشتر تاریخ‌دانان از ابن‌مقله به‌عنوان اولین مبتکر خوشنویسی اسلامی نام می‌برند و او را اولین کسی ذکر می‌کنند که کتابت را به یک هنر ارتقاء داد. در واقع ابن‌مقله با بررسی و نظام بخشیدن به خطوط مختلف رایج در زمان خود خطوط ششگانه را انتظام داد و به آن‌ها هویت واقعی بخشید و برای آن‌ها قواعدی وضع کرد.
ابن‌مقله وزیر خط محقق را از خط کوفی و نسخ قدیمی بیرون کشید و آن را قاعده‌مند کرد. سپس خط ریحان را ایجاد کرد. بعد از آن خط ثلث را از خط ریحان اخذ کرده و قاعده‌مند ساخت. بعد از آن‌ها به شکل‌دادن و منزه کردن خط نسخ پرداخت. ابن‌مقله قرآنی به خط نسخ نوشت و خطوط محقق و ریحانی و کوفی را در سر سوره‌ها قرار داد و هنگامی که خواست کتابت قرآن با سایر خطوط فرق داشته باشد خط توقیع را ابداع کرد.
ابن مقله ۱۲ قاعده برای زیبایی خط تعیین کرد که به اصول دوازده‌گانه خوشنویسی معروفند و تاکنون، پس از گذشت بیش از ۱۰۰۰ سال، اعتبار خود را حفظ کرده‌اند. این قواعد عبارتند از: ترکیب، کرسی، نسبت، ضعف، قوت، سطح، دور، صعود مجاز، نزول مجاز، اصول، صفا و شأن.
پس از ابن‌مقله افرادی چون محمد بن سمسانی و محمد بن اسعد شیوه او را فرا گرفتند و یک سده بعد، ابوالحسن علی بن هلال معروف به ابن بواب، این شیوه را از آن دو آموخت و تکمیل کرد و تمامی خطوطی که ابن‌مقله پدیدآورده بود را کمال بخشید.